# Esteban Agustín Gascón (Buenos Aires)
Esteban Agustín Gascón  es una localidad del centro-oeste de la provincia de Buenos Aires muy cerca del límite con la provincia de La Pampa, situada en el partido de Adolfo Alsina, Argentina.

## Toponimia
Lleva su nombre en honor al político argentino, representante de Buenos Aires en el Congreso de Tucumán, Esteban Agustín Gascón.

## Población
Cuenta con 104 habitantes (Indec, 2010), lo que representa un leve incremento del 4% frente a los 100 habitantes (Indec, 2001) del censo anterior.
| Gráfica de evolución demográfica de Esteban Agustín Gascón entre 1991 y 2010 |
|                                                                              |
| Fuente: Censos nacionales del INDEC                                          |

## Historia
En 1903, en el mismo partido de Adolfo Alsina, se fundó la colonia de alemanes del Volga San Miguel Arcángel.
Al año siguiente, en 1904, en las actuales tierras de Gascón (alrededor de 10 kilómetros al oeste de San Miguel Arcángel en línea recta y menos de 20 km por actuales rutas), se asentaron las familias de Antonio Koller y Andreas Kloster, ambas de alemanes del Volga, a las que luego se sumarían varias familias más del mismo origen. El 28 de septiembre de ese mismo año firmaron el boleto de compra de las respectivas tierras en la localidad de Puan, ya que allí estaba operando la empresa de colonización Stroeder. El 6 de octubre de 1906, por resolución del presidente de la Nación, se denominó Esteban Agustín Gascón a la estación que se construía en el lugar. La línea ferroviaria que operaba entonces se denominaba Ferrocarril Buenos Aires al Pacífico. Se formaron, así, 3 localidades de alemanes del Volga: la colonia Villa Margarita (llamada así por la esposa de Antonio Koller), San Antonio (llamada así por el propio Antonio Koller) y Gascón propiamente dicha, que también se pobló con alemanes del Volga. El 17 de enero de 1945, para abreviar, se designó con el nombre de Esteban A. Gascón también a los núcleos poblacionales denominados Agustín Gascón, Villa Margarita y Colonia San Antonio.
Antonio Koller y Andreas Kloster realizaron el primer fraccionamiento de tierras en el año 1908, con la donación de varios predios en el lugar que hoy ocupan Villa Margarita y Colonia San Antonio, donde se construyó la iglesia en 1923. Eso promovió el asentamiento de más familias y su organización comunitaria.
El 28 de junio de 1958 el Concejo Deliberante del Partido de Adolfo Alsina creó la delegación municipal. El 31 de diciembre de 1976, por decreto N.º 5847 del gobierno provincial, se estableció como fecha de fundación el 15 de abril de 1907, día de habilitación del tramo ferroviario.
Actualmente la mayor parte de los descendientes de aquellos pobladores viven en otras localidades de la provincia o el país.

## Características
Es una localidad pequeña dentro de una amplia zona agrícola-ganadera. La escuela N°44 Merceditas brinda educación preescolar y primaria. El Gascón Football Club es la única institución deportiva.